# Caddyshack II
Caddyshack II is een Amerikaanse komedie uit 1988. Het is een vervolg op de film Caddyshack uit 1980.

## Plot
Wanneer een deftige golfclub de applicatie van een miljonair weigert, reageert hij daarop door de club te kopen en te veranderen in een pretpark.

## Ontvangst
De recensies voor de film waren heel erg slecht en wist maar de helft van zijn budget van 20 miljoen dollar terug te krijgen.
De film was genomineerd voor vier  Razzies en won slechtste mannelijke bijrol voor Dan Aykroyd en slechtste originele lied.

## Rolverdeling
| Acteur        | Personage           |
| ------------- | ------------------- |
| Jackie Mason  | Jack Hartounian     |
| Robert Stack  | Chandler Young      |
| Randy Quaid   | Peter Blunt         |
| Dan Aykroyd   | Captain Tom Everett |
| Chevy Chase   | Ty Webb             |
| Jessica Lundy | Kate Hartounian     |